# Carlos, rey emperador
Carlos, rey emperador je španělský historický dramatický televizní seriál založený na vládě Karla V. (ve Španělsku známého jako Karel I.), který režíroval Oriol Ferrer a produkovala společnost Diagonal TV pro Televisión Española. Seriál byl vysílán na kanálu La 1 televize Televisión Española od roku 2015 do roku 2016. Seriál je pokračováním filmu La corona partida, který je zároveň pokračováním seriálu Isabel, produkovaného stejnou společností.

## Děj
Seriál vypráví příběh Karla I. či Karla V., císaře Svaté říše římské, jednoho z nejmocnějších mužů, jaké Evropa kdy poznala, vládce impéria, které bylo obrovské rozsahem i rozmanitostí.
Příběh sleduje život Karla Habsburského od jeho příjezdu do Španělska, kdy je vidět, jak dědic trůnů Německa, Burgundska, Nizozemí, území Koruny aragonské a s ní spojených italských území, stejně jako území katolických Veličenstev v Kastilii, severní Africe a Americe, dospívá jako státník a sílí tváří v tvář hrozbám a dobrým i špatným radám svých rádců.

## Obsazení
| Herec                  | Role                                  |
| ---------------------- | ------------------------------------- |
| Álvaro Cervantes       | Karel I.                              |
| Blanca Suárez          | Isabela Portugalská                   |
| Laia Marull            | Jana Kastilská                        |
| Eric Balbàs            | Ferdinand Habsburský                  |
| Laia Costa             | Marie Rakouská                        |
| Guiomar Puerta         | Kateřina Rakouská                     |
| Marina Salas           | Eleonora Rakouská                     |
| Mónica López           | Markéta Habsburská                    |
| Pablo Arbués           | Filip II. Španělský (dítě)            |
| Marcel Borràs          | Filip II. Španělský (dospělý)         |
| Elisabeth Larena       | Marie Rakouská a Portugalská          |
| Félix Gómez            | Fernando Álvarez de Toledo            |
| Alfonso Bassave        | František I. Francouzský              |
| María Hervás           | Markéta z Angoulême                   |
| Eva Rufo               | Klaudie Francouzská                   |
| Alberto Amarilla       | Jindřich II. Francouzský              |
| Susi Sánchez           | Luisa Savojská                        |
| Alberto San Juan       | Karel III., vévoda bourbonský         |
| Joan Crosas            | Manuel I. Portugalský                 |
| Tamar Novas            | Jan III. Portugalský                  |
| Mélida Molina          | Kateřina Aragonská                    |
| Àlex Brendemühl        | Jindřich VIII. Anglický               |
| Ángel de Andrés López  | Papež Klement VII.                    |
| Carlos Kaniowsky       | Papež Lev X.                          |
| Francisco Olmo         | Papež Pavel III.                      |
| Francesc Orella        | Kardinál Adrián z Utrechtu            |
| Ferran Audí            | Thomas Cromwell                       |
| Blai Llopis            | Kardinál Thomas Wolsey                |
| Itsaso Arana           | Maria Manuela Portugalská             |
| Mingo Ràfols           | Martin Luther                         |
| Andrés Lima            | Fridrich Saský                        |
| Jaroslaw Bielsky       | Jakob Fugger                          |
| Helio Pedregal         | Guillaume de Croÿ                     |
| Juanjo Puigcorbé       | Mercurino Gattinara                   |
| Ramón Barea            | Fadrique Álvarez de Toledo            |
| Víctor Clavijo         | František Borgia                      |
| Roberto Álvarez        | Juan Pardo de Tavera                  |
| Fele Martínez          | Nicolas Perrenot de Granvelle         |
| Daniel Pérez           | Anne de Montmorency                   |
| Carlos Álvarez-Nóvoa   | Leonardo da Vinci                     |
| Meritxell Calvo        | Františka z Foix                      |
| Nathalie Poza          | Germaine z Foix                       |
| Irene Ruiz             | María Pacheco                         |
| Israel Elejalde        | Juan López de Padilla                 |
| Alberto Iglesias       | Antonio de Mendoza                    |
| Óscar Rabadán          | Bartolomé de las Casas                |
| José Luis García Pérez | Hernán Cortés                         |
| Víctor Dupla           | Luis de León                          |
| Lucía Barrado          | Catalina Juárez                       |
| Iazua Larios           | La Malinche                           |
| Christian Esquivel     | Moctezuma II.                         |
| Nelson Dante           | Cuauhtémoc                            |
| Juanma Lara            | Diego Velázquez de Cuéllar            |
| José Maya              | Francisco Pizarro                     |
| -                      | Isabela Rakouská                      |
| Bianca Ceausescu       | Anna de Pisseleu d'Heilly             |
| José Coronado          | Maxmilián I., císař Svaté říše římské |
| Ángela Cremonte        | Marie Tudorovna                       |
| Lucía Fuertes          | Jana Rakouská                         |
| Pepe Ocio              | Gerónimo de Aguilar                   |
| Fiorella Faltoyano     | Anna Francouzská                      |
| Eusebio Poncela        | Francisco Jiménez de Cisneros         |
| Mingo Ràfols i Olea    |                                       |

## Seznam dílů
| Číslo | Název                             | Datum vysílání     | Mil. diváků (podíl)[zdroj⁠?!] |
| ----- | --------------------------------- | ------------------ | ---------------------------- |
| 1     | El extranjero                     | 7. září 2015       | 2,783 (15,6 %)               |
| 2     | La rapiña                         | 14. září 2015      | 2,606 (14,0 %)               |
| 3     | O César o nada                    | 21. září 2015      | 2,553 (13,5 %)               |
| 4     | El imperio a subasta              | 28. září 2015      | 2,564 (13,4 %)               |
| 5     | Un reino en llamas                | 5. října 2015      | 2,259 (11,4 %)               |
| 6     | La herejía y la guerra            | 12. října 2015     | 2,285 (12,5 %)               |
| 7     | El arduo camino hacia la victoria | 19. října 2015     | 2,271 (11,7 %)               |
| 8     | La prisión de un Rey              | 26. října 2015     | 2,301 (12,1 %)               |
| 9     | Una larga luna de miel            | 2. listopadu 2015  | 1,988 (10,1 %)               |
| 10    | El apestado                       | 9. listopadu 2015  | 2,077 (10,4 %)               |
| 11    | Todos debemos ser uno             | 16. listopadu 2015 | 1,917 (9,7 %)                |
| 12    | Los demonios                      | 23. listopadu 2015 | 1,925 (11,5 %)               |
| 13    | De amor y muerte                  | 23. listopadu 2015 | 1,925 (11,5 %)               |
| 14    | Educando a Felipe                 | 11. ledna 2016     | 1,826 (9,3 %)                |
| 15    | La sucesión                       | 18. ledna 2016     | 1,773 (9,0 %)                |
| 16    | Deseo de ser nadie                | 25. ledna 2016     | 1,891 (11,4 %)               |
| 17    | Padre                             | 25. ledna 2016     | 1,891 (11,4 %)               |